# Harokyathanahalli, Bangalore North
Harokyathanahalli là một làng thuộc tehsil Bangalore North, huyện Bangalore Urban, bang Karnataka, Ấn Độ.